# Райффайзен, Фридрих Вильгельм
Фридрих Вильгельм Райффайзен (нем. Friedrich Wilhelm Raiffeisen; 30 марта 1818, Хам — 11 марта 1888, Нойвид) — немецкий общественный деятель, бургомистр, пионер кооперативного движения.
В честь Райффайзена названы кооперативные банки в различных странах.

## Биография
Фридрих Вильгельм Райффайзен родился 30 марта 1818 года в Хаме (Зиг), он стал седьмым из девяти детей в семье. Отец — Готтфрид Фридрих Райффайзен, крестьянин, некоторое время занимавший пост бургомистра Хама (Зиг). Мать — Амали Христиане Зузанна Мария, в девичестве Ланцендёрфер, дочь аптекаря из Ремагена. В 14 лет по окончании школы три года получал образование от местного пастора, с 17 лет служил в прусской армии, в частности в Кёльне, Кобленце и Зайне. В связи с болезнью зрения Райффайзен в 1843 году был вынужден покинуть военную службу. С 1845 года — бургомистр Вайербуша, с 1848 — Фламмерсфельда, с 1852 по 1865 — Хеддерсдорфа. В 1865 году, в 47 лет, Райффайзену пришлось прекратить карьеру из-за ухудшившегося здоровья, в 1863 году во время эпидемии, в результате которой умерла его жена, он заразился сыпным тифом. Поскольку небольшая пенсия не позволяла обеспечивать семью, Райффайзен открыл небольшой сигарный завод, затем винную компанию. В 1867 году женился на Марии Панзерот, вдове. Она пережила его на 12 лет, от этого брака детей у них не было. Райффайзен скончался 11 марта 1888 года в Хеддерсдорфе (ныне часть Нойвида) в возрасте 69 лет.

## Деятельность

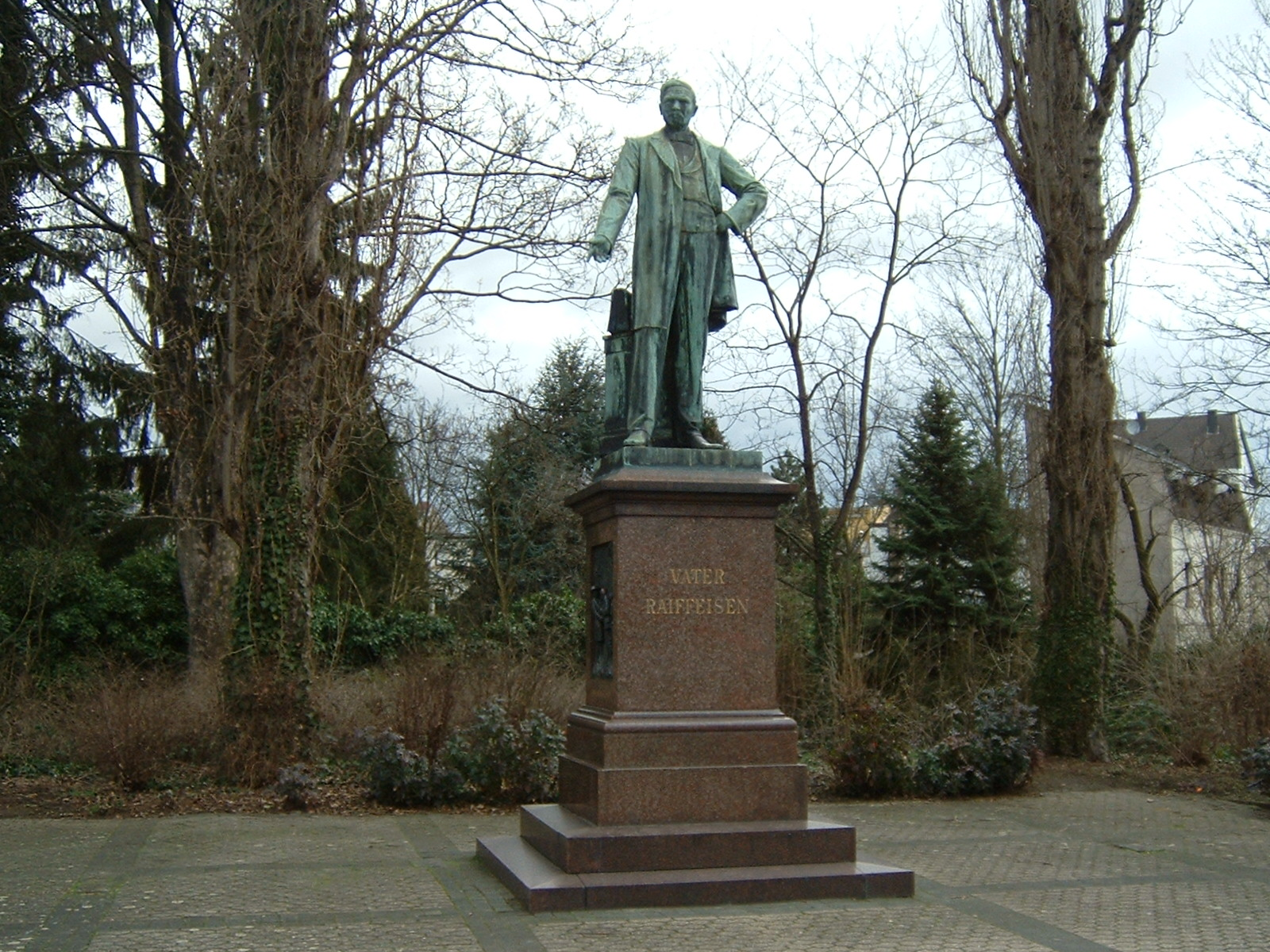
Памятник в Нойвиде

Райффайзен задумал идею кооперативной взаимопомощи во время пребывания на посту бургомистра Фламмерсфельда, наблюдая за жизнью крестьян, находящихся под давлением ростовщиков. Он основал первый кооперативный кредитный банк, ставший первым сельским кредитным потребительским кооперативом, в 1864 году.
Из-за нищеты бедной части населения во время голодной зимы 1846—1847 гг. им было основано общество «Verein für Selbstbeschaffung von Brod und Früchten» («Общество самопоставки хлеба и зерна», также «Хлебное общество»). Райффайзен закупал муку на средства, полученные от частных пожертвований. Хлеб выпекался в собственной пекарне общества и распространялся среди беднейших слоёв населения. Хлебное общество, как и Общество помощи, основанное в 1849 году во Фламмерсфельде, а также Благотворительное общество, созданное в 1854 году в Хеддерсдорфе, стали предшественниками кооперативных обществ и были основаны на принципе благотворительной помощи.
Он основал школу во Фламмерсфельде, а затем ещё две школы в близлежащих деревнях. Кроме этого, он выступил инициатором строительства дороги из Вайербуша через Фламмерсфельд и Ренгсдорф к Рейну, а затем к Хаму (Зиг). Эта дорога, которая частично совпадает с современной федеральной дорогой Bundesstraße 256, 23 марта 1984 года получила название Historische Raiffeisenstraße («Историческая дорога Райффайзена»), соединяя место его рождения и памятник в Нойвиде.

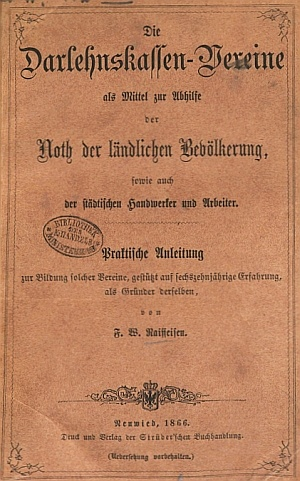
Обложка книги Фридриха Вильгельма Райффайзена "Raiffeisen-Ratgeber: Die Darlehnskassen-Vereine" 1866 года. В ней Райффайзен описывает, как создавать кредитные союзы и другие кооперативы.

В 1864 году в Хеддерсдорфе Райффайзен основал Heddesdorfer Darlehnskassenverein («Общество Хеддесдорфской заёмной кассы»), ставший примером для современных кооперативных банков.
Для того, чтобы сохранить уравнивание ликвидности между небольшими кредитными банками, в 1872 году Райффайзен основал первый сельский банк в Нойвиде, Rheinische Landwirtschaftliche Genossenschaftsbank («Рейнский сельскохозяйственный кооперативный банк»). В 1881 году он основал типографию Raiffeisen Druckerei в Нойвиде, существующую по сей день.
Райффайзен был убеждённым евангельским христианином, его мотивацией к социально-политической деятельности, как он писал, служила вера и Библия.

## Память
В честь Фридриха Вильгельма Райффайзена названы многие улицы (например, Raiffeisenring в Нойвиде), мост через Рейн между Нойвидом и Вайсентурмом, школы в Нойвиде, Вайербуше и Хаме (Зиг), аптека в Хаме (Зиг), башня Райффайзен-Турм в Альтенкирхене (Вестервальд) и кооперативные банки в различных странах, в том числе «Федеральный союз немецких народных банков и банков Райффайзена» (Bundesverband der Deutschen Volksbanken und Raiffeisenbanken) и входящие в его состав местные банки в Германии, Raiffeisen Landesbank Südtirol – Cassa Centrale Raiffeisen dell'Alto Adige в Южном Тироле (Италия), Raiffeisen Zentralbank и входящие в его состав местные банки в Австрии и странах Восточной Европы, включая Россию (см. Райффайзенбанк), банк «Райффайзен» в Швейцарии, а также нидерландский Rabobank (полное название — Coöperatieve Centrale Raiffeisen-Boerenleenbank).

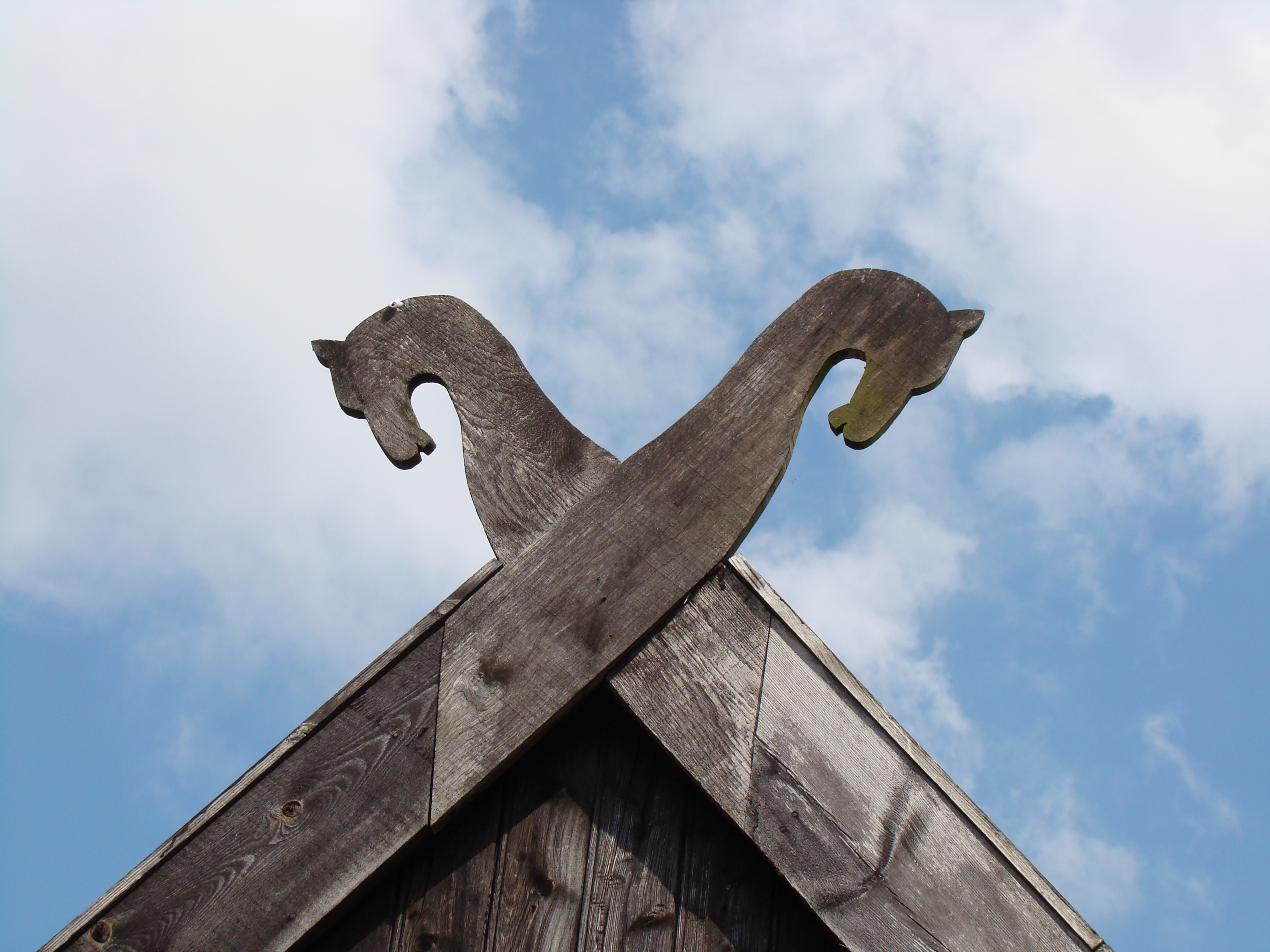
Giebelkreuz, источник международного символа кооперативных банков Райффайзена

Традиционным символом, объединяющим банки, названные в честь Райффайзена, является Giebelkreuz (скрещённые лошадиные головы) — традиционный германский элемент архитектуры, прикреплявшийся на крышу, чтобы избежать опасностей, и он был выбран как символ объединения в кооперативы как способ защиты от экономических опасностей.
Федеральное министерство финансов ФРГ в 1968 году к 150-летию со дня рождения Райффайзена выпустило памятную монету номиналом 5 марок.
В 1958 году Немецкая федеральная почта выпустила почтово-благотворительную марку, посвящённую Райффайзену, в 1988 году — коммеморативную.